# 日輪早夜
日輪早夜（8月6日—），日本女性漫畫家。目前的筆名為。

## 作品
- 大漠上的戀人們、全1冊、原名
- 太陽之子、全1冊、原名
- 亂世今生的愛戀、全2冊、原名
- 邂逅在音樂教室、全1冊、原名 ISBN 978-957-25-6150-8
- 約束之月、全1冊、原名
- 可愛的寵物情人、全1冊、原名 ISBN 978-957-25-8090-5
- 砂漠的熱愛情事、全1冊、原名 ISBN 978-957-25-7944-2
- 幻想少年戀物語、全1冊、原名
- 現代少年戀日記、全1冊、原名
- 《傾城秘話》系列
  1. 傾城袐話 煙籠之中、全1冊、原名
  2. 傾城袐話 煙籠之花、全1冊、原名
  3. 傾城袐話 忘卻之夢、全1冊、原名
  4. 傾城袐話 最終之夢、全1冊、原名
- 最後的夥伴、全1冊、原名
- 虛張聲勢的傢伙、全1冊、原名
- 日以繼夜的愛戀、全1冊、原名
- 《手牽手戀一生》系列
  1. 全1冊、原名
  2. 全1冊、原名
  3. 手牽手戀一生、全1冊、原名
- 全1冊、原名
- 繆斯願祝福的人、2冊待續、原名

## 外部連結
- （日語）CJ Michalski/日輪早夜 （页面存档备份，存于）

- 單行本出版紀錄：日本 （页面存档备份，存于）
- 小說插畫紀錄：日本 （页面存档备份，存于）